# 宗教法人オウム真理教解散命令事件
宗教法人オウム真理教解散命令事件（しゅうきょうほうじんおうむしんりきょうかいさんめいれいじけん）は、大量殺人を意図した計画的、組織的なサリン生成を行った宗教法人オウム真理教に対する解散命令が、日本国憲法第20条1項が定める信教の自由に抵触しないかが争われた事件。

## 事案の概要
1989年（平成元年）8月に設立された宗教法人オウム真理教に対して、1995年（平成7年）6月30日、検察官(東京地方検察庁検事正)及びオウム真理教の所轄官庁である東京都知事青島幸男は、同法人が一連のオウム真理教事件において同法人が所有する施設で不特定多数の者を殺害する目的で毒ガスの一種であるサリン生成を企てた殺人予備行為が、宗教法人法第81条1項1号「法令に違反して、著しく公共の福祉を害すると明らかに認められる行為をしたこと」、及び同2号前段「第2条に規定する宗教団体の目的を著しく逸脱した行為をしたこと」に該当するとして、東京地方裁判所に対して同法81条1項に基づく解散命令の請求を行った。
第1審（東京地裁決定平成7年10月30日・判例時報1544号43頁）は請求を認める決定を行い、第2審（東京高裁決定平成7年12月19日・判例時報1548号26頁）も「宗教法人の代表役員及びその指示を受けた多数の幹部が、大量殺人を目的として、多数の信徒を動員し、宗教法人所有の土地建物等の物的施設と多額の資金を使い、大規模な化学プラントを建設して、サリンを計画的・組織的に生成したことは、当該宗教法人の行為として、宗教法人法81条1項1号及び2号前段所定の解散事由に該当する。」として、1審を支持し同法人の即時抗告を棄却したため、同法人は、憲法20条の定める信教の自由を侵害しているなどとして最高裁判所に特別抗告をした。

### 参照条文
- 日本国憲法

第20条
1. 信教の自由は、何人に対してもこれを保障する。いかなる宗教団体も、国から特権を受け、又は政治上の権力を行使してはならない。

- 宗教法人法

（宗教団体の定義）
第2条
この法律において「宗教団体」とは、宗教の教義をひろめ、儀式行事を行い、及び信者を教化育成することを主たる目的とする左に掲げる団体をいう。
1
礼拝の施設を備える神社、寺院、教会、修道院その他これらに類する団体
2
前号に掲げる団体を包括する教派、宗派、教団、教会、修道会、司教区その他これらに類する団体
（清算人）
第49条
宗教法人が解散（合併及び破産手続開始の決定による解散を除く。）したときは、規則に別段の定めがある場合及び解散に際し代表役員又はその代務者以外の者を清算人に選任した場合を除くほか、代表役員又はその代務者が清算人となる。
2
前項の規定により清算人となる者がないとき、又は清算人が欠けたため損害を生ずるおそれがあるときは、裁判所は、利害関係人若しくは検察官の請求により又は職権で、清算人を選任することができる。
（残余財産の処分）
第50条
1
解散した宗教法人の残余財産の処分は、合併及び破産手続開始の決定による解散の場合を除くほか、規則で定めるところによる。
2
前項の場合において、規則にその定がないときは、他の宗教団体又は公益事業のためにその財産を処分することができる。
3
前二項の規定により処分されない財産は、国庫に帰属する。
（裁判所による監督）
第51条
1
宗教法人の解散及び清算は、裁判所の監督に属する。 
2
裁判所は、職権で、いつでも前項の監督に必要な検査をすることができる。
3
裁判所は、第一項の監督に必要な調査をさせるため、検査役を選任することができる。
4
第49条の6の規定は、前項の規定により裁判所が検査役を選任した場合に準用する。この場合において、同条中「清算人（当該宗教法人の規則で当該宗教法人の財産の状況及び役員の職務の執行の状況を監査する機関を置く旨が定められているときは、当該清算人及び当該監査の機関）」とあるのは、「宗教法人及び検査役」と読み替えるものとする。 
5
宗教法人の解散及び清算を監督する裁判所は、所轄庁に対し、意見を求め、又は調査を嘱託することができる。
6
前項に規定する所轄庁は、同項に規定する裁判所に対し、意見を述べることができる。
（解散命令）
第81条
1. 裁判所は、宗教法人について左の各号の一に該当する事由があると認めたときは、所轄庁、利害関係人若しくは検察官の請求により又は職権で、その解散を命ずることができる。

一
法令に違反して、著しく公共の福祉を害すると明らかに認められる行為をしたこと。
二
第2条に規定する宗教団体の目的を著しく逸脱した行為をしたこと又は一年以上にわたつてその目的のための行為をしないこと。

## 決定要旨

### 結果
抗告棄却。

### 主文
1. 本件抗告を棄却する。
2. 抗告費用は抗告人の負担とする。

### 理由
「解散命令によって宗教法人が解散しても、信者は、法人格を有しない宗教団体を存続させ、あるいは、これを新たに結成することを妨げられるわけではなく、また、宗教上の行為を行い、その用に供する施設や物品を新たに整えることが妨げられるわけでもない。」「もっとも、宗教法人の解散命令が確定したときはその清算手続きが行われ（宗教法人法49条2項、51条）、その結果、宗教法人に帰属する財産で礼拝施設その他の宗教上の行為の用に供していたものも処分されることになるから（法50条参照）、これらの財産を用いて信者らが行っていた宗教上の行為を継続するのに何らかの支障を生ずることがあり得る。このように、宗教法人に関する法的規制が、信者の宗教上の行為を法的に制約する効果を伴わないとしても、これに何らかの支障を生じさせることがあるとするならば、憲法の保障する精神的自由の一つとしての信教の自由の重要性に思いを致し、憲法がそのような規制を許容するものであるかどうかを慎重に吟味しなければならない。」
「このような観点から本件解散命令について見ると、（中略）、専ら宗教法人の世俗的側面を対象とし、かつ、専ら世俗的目的によるものであって、宗教団体や信者の精神的・宗教的側面に容喙する意図によるものではなく、その制度の目的も合理的であるということができる。」そして、オウム真理教の代表者である松本智津夫（麻原彰晃）および松本の意を受けた幹部らは、「大量殺人を目的として毒ガスであるサリンを大量に生成することを計画した上、多数の信者を動員し、抗告人の物的施設を利用し、抗告人の資金を投入して、計画的、組織的にサリンを生成したというのであるから、抗告人が、法令に違反して、著しく公共の福祉を害すると明らかに認められ、宗教団体の目的を著しく逸脱した行為をしたことが明らかである。」オウム真理教のこのような行為に対処するには、オウム真理教を「解散し、その法人格を失わせることが必要かつ適切であり、他方、解散命令によって宗教団体であるオウム真理教やその信者らが行う宗教上の行為に何らかの支障を生ずることが避けられないとしても、その支障は、解散命令に伴う間接的で事実上のものであるにとどまる。したがって、本件解散命令は、宗教団体であるオウム真理教やその信者らの精神的・宗教的側面に及ぼす影響を考慮しても、抗告人の行為に対処するのに必要でやむを得ない法的規制であるということができる。また、本件解散命令は、法81条の規定に基づき、裁判所の司法審査によって発せられたものであるから、その手続の適正も担保されている。」
よって、「本件解散命令及びこれに対する即時抗告を棄却した原決定は、憲法20条1項に違背するものではないというべきであり、このように解すべきことは、当裁判所の判例（最高裁昭和三六年（あ）第四八五号同三八年五月一五日大法廷判決・刑集一七巻四号三〇二頁） の趣旨に徴して明らかである。」

## 決定の意義
本決定は、オウム真理教に対する宗教法人法81条1項に基づく裁判所の解散命令を合憲と判示したものであり、同法律と信教の自由の関係について考察するにあたって、最高裁判所が一定の解答を付与したものである。
宗教法人法の制定趣旨は、宗教団体に法人格を付与し、宗教団体が自由かつ自主的に活動するための物的基礎を与えることを目的としており、また、税法上様々な優遇措置を受けることができる。宗教法人法の要件に該当しない団体は宗教法人となれないが、宗教活動そのものは自由に行うことができる。宗教法人法は、専ら宗教団体の権利義務といった世俗的事項について、定めるのみであり、宗教そのものについて干渉を行うものではない。
なお、判例は「加持祈祷事件」の判旨を引いて「公共の福祉論」について言及しているが、それがいかなる法的性質によるものなのかについて言明していない。これは、当時の学説・判例が、未だ法的性質論まで研究が及んでいなかったことによるものである。

## その後
本決定より約2ヶ月後、オウム真理教被害者らによる申し立てにより、東京地裁がオウム真理教に対して破産を宣告した（東京地裁平成8年3月28日・判例時報1558号3頁）ため、清算手続は破産手続に移行した。オウム真理教の損害賠償責任の回避を阻止する意図で「特定破産法人の破産財団に属すべき財産の回復に関する特別措置法」（オウム真理教財産特措法）が制定された。破壊活動防止法の団体適用は公安審査委員会が「将来の危険」という基準を満たさないと判断し、破防法の要件を満たさないとして、適用は見送られることとなったが（オウム真理教破壊活動防止法問題）、その後で「無差別大量殺人行為を行った団体の規制に関する法律」（団体規制法）が制定され、公安審査委員会は、オウム真理教が改称した「アレフ」（主流派）および分派「ひかりの輪」「山田らの集団」に対し観察処分としている。アレフは信教の自由を侵害しているとして、観察処分の取消しを求める請求を行ったが、東京地裁（東京地裁平成13年6月13日・判例時報1755号3頁）は、棄却している。
関連会社「マハーポーシャ」は2001年7月までに強制捜査のため全店が閉店したが、同年7月には「Y2PC」が開店し2005年までパソコン販売を続けていた。
2010年には、アレフの公然拠点が所在する足立区によって「足立区反社会的団体の規制に関する条例」が制定されている。

## 脚註